# Bélarga
Bélarga (okzitanisch: Belargan) ist ein südfranzösischer Ort und eine Gemeinde mit 662 Einwohnern (Stand: 1. Januar 2022) im Département Hérault in der Region Okzitanien. Die Gemeinde gehört zum Arrondissement Lodève und zum Kanton Gignac. Die Einwohner werden Bélarganais genannt.

## Lage
Bélarga liegt etwa 31 Kilometer nordöstlich von Béziers und etwa 31 Kilometer westsüdwestlich von Montpellier. Der Hérault begrenzt die Gemeinde im Westen. Das Gemeindegebiet wird vom Flüsschen Rouviège durchquert, an der Südgrenze verläuft der Dardaillon. Umgeben wird Bélarga von den Nachbargemeinden Tressan und Puilacher im Norden, Plaissan im Nordosten und Osten, Saint-Pargoire im Südosten, Campagnan im Süden sowie Paulhan im Südwesten und Westen.

## Bevölkerungsentwicklung
| Jahr                       | 1962 | 1968 | 1975 | 1982 | 1990 | 1999 | 2006 | 2019 |
| Einwohner                  | 250  | 247  | 228  | 245  | 241  | 258  | 397  | 681  |
| Quellen: Cassini und INSEE |      |      |      |      |      |      |      |      |

## Sehenswürdigkeiten
- Die St.-Stephan-Kirche (église Saint-Étienne) aus dem 17. Jahrhundert ist eine Filialkirche der für das Héraulttal zuständigen Pfarrei St. Benedikt (Saint-Benoît Val d'Erau) mit Sitz in Le Pouget im Erzbistum Montpellier. Gottesdienste finden in Bélarga nur vereinzelt statt.
- Schloss Bélarga aus dem 17. Jahrhundert

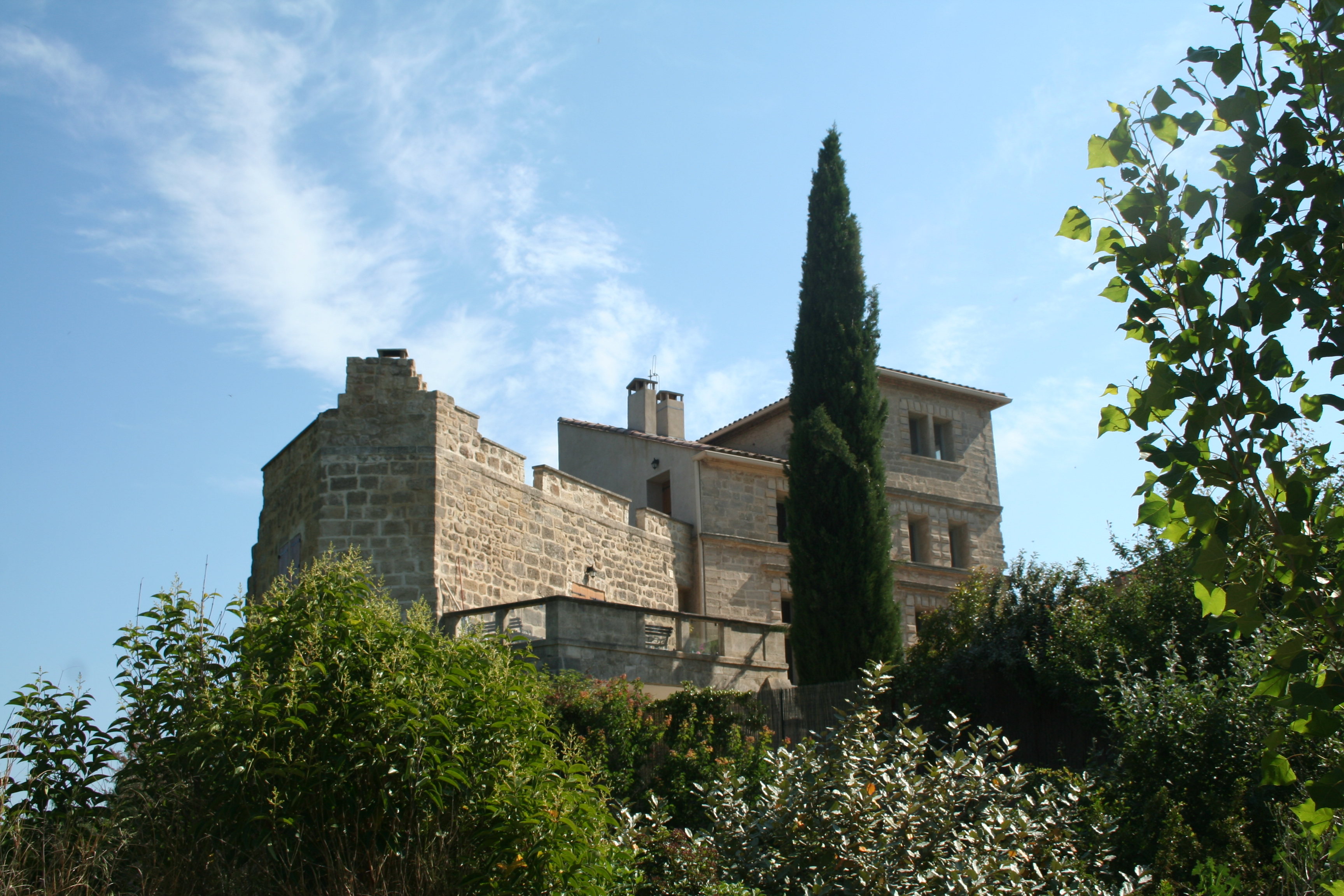
Schloss Bélarga